# فرهنگ زانسو
فرهنگ زانسو نوعی فرهنگ لغت است که ترتیبِ الفبایی آن بر پایهٔ ترتیبِ معکوسِ حروفِ هر مدخل است.
قبل از ابداع رایانه، فرایند تهیهٔ فرهنگ‌های زانسو بسیار پیچیده و وقت‌گیر بود. اولین فرهنگ زانسوی رایانه‌ای در سال ۱۹۷۴ برای زبان اسپانیایی تهیه شد.

## تعریف
در فرهنگ زانسو، مدخل‌ها ابتدا بر اساس حرف آخر، سپس حرف ماقبل‌آخر و به همین ترتیب، به‌صورت الفبایی فهرست می‌شوند. در این فرهنگ‌ها، کلماتی با پسوند یکسان در کنار هم ظاهر می‌شوند. این فرهنگ‌ها می‌تواند برای زبان‌شناسان و شاعرانی که به دنبال کلماتِ مختوم به پسوندی خاص هستند و همچنین باستان‌شناسان یا کارشناسان امور جنایی که با متون آسیب‌دیده سروکار دارند (به عنوان مثال کتیبه سنگی، یا یک سند سوخته که فقط قسمت پایانی یک کلمه را دارد) مفید باشد. فرهنگ‌های زانسو برای اکثر زبانهای عمدهٔ الفبایی منتشر شده‌است.

## کاربردها
کاربردهای فرهنگ زانسو عبارت‌اند از: 
- پیدا کردن کلمات هم‌قافیه، البته تا حدی که املا تلفظ را تعیین کند.
- یافتن کلمات با پسوند مشخص (یعنی پایان معنی‌دار) ، مانند -ment.
- پیدا کردن کلمات با پایان یکسان، حتی اگر تسلسل حروف معنی‌دار نباشد.
- تدوین یا حل‌کردن معماهای کلمه ای یا معما های کلمات متقاطع

## در فارسی
اولین فرهنگ زانسوی زبان فارسی، به‌اهتمام خسرو کِشانی در سال ۱۳۷۲ از سوی مرکز نشر دانشگاهی منتشر شد.
کِشانی فارغ‌التحصیلی دکتری زبان‌شناسی از دانشگاه سوربن است.